# Psammisia
Psammisia är ett släkte av ljungväxter. Psammisia ingår i familjen ljungväxter.

## Bildgalleri

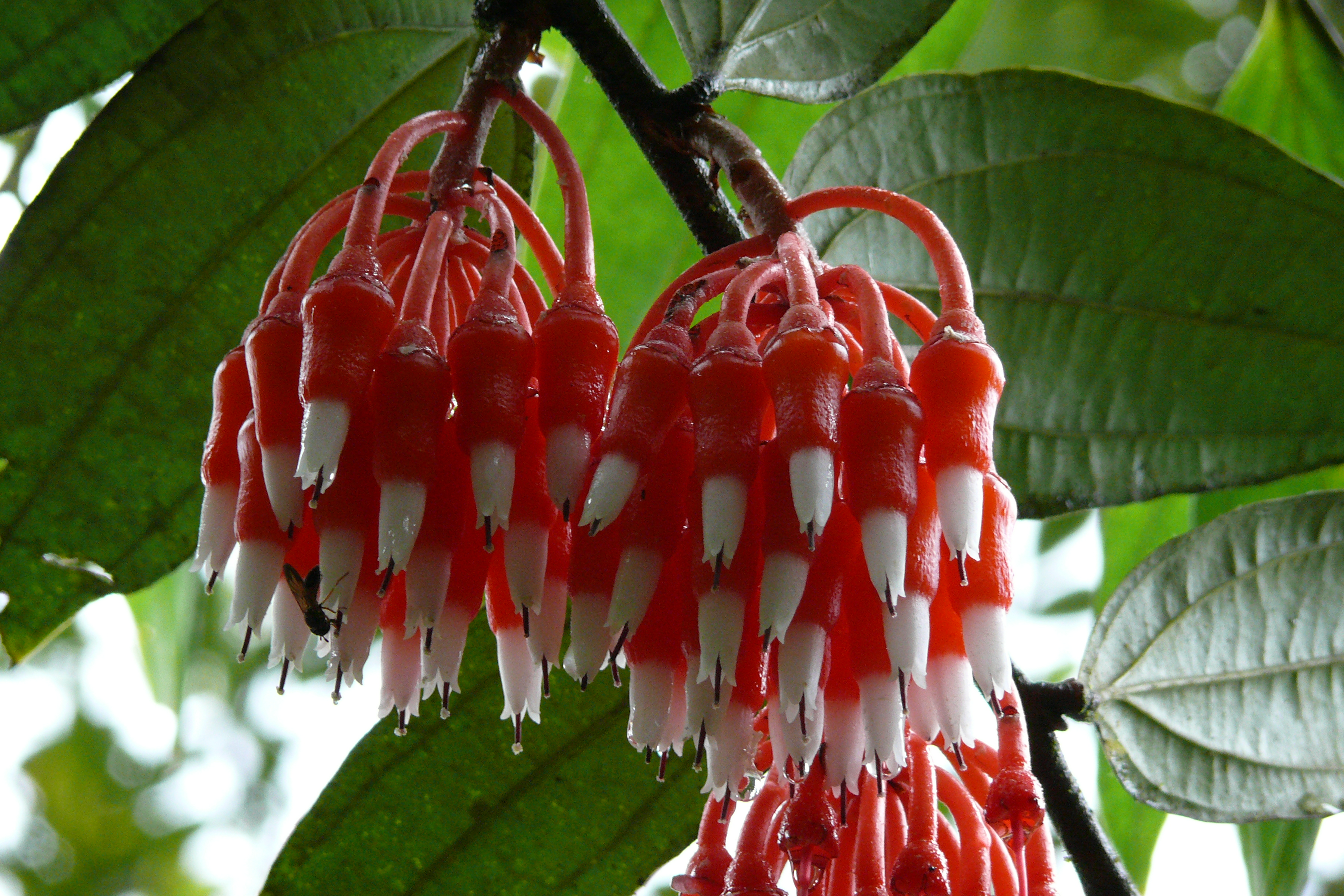
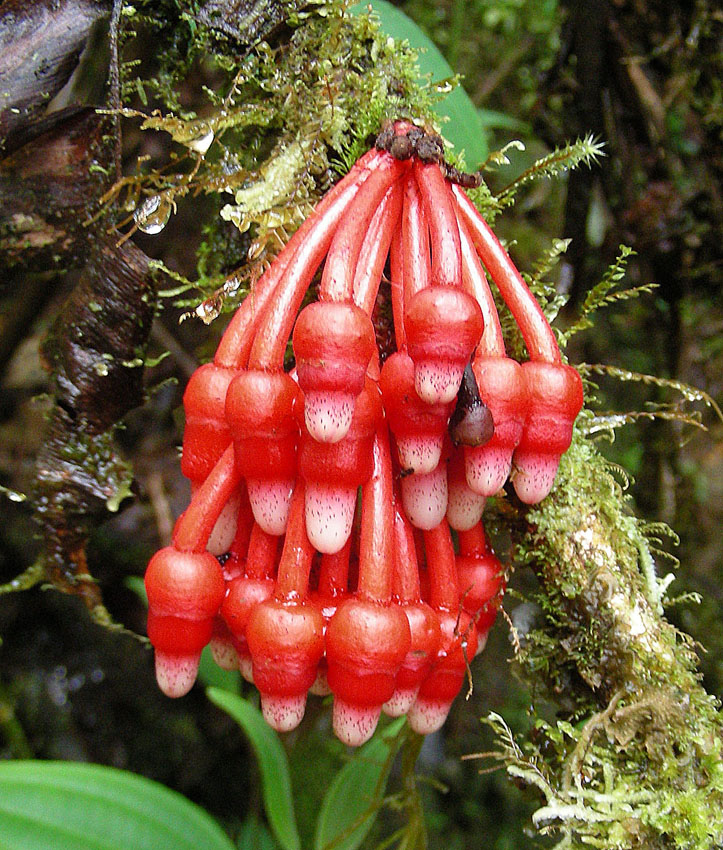
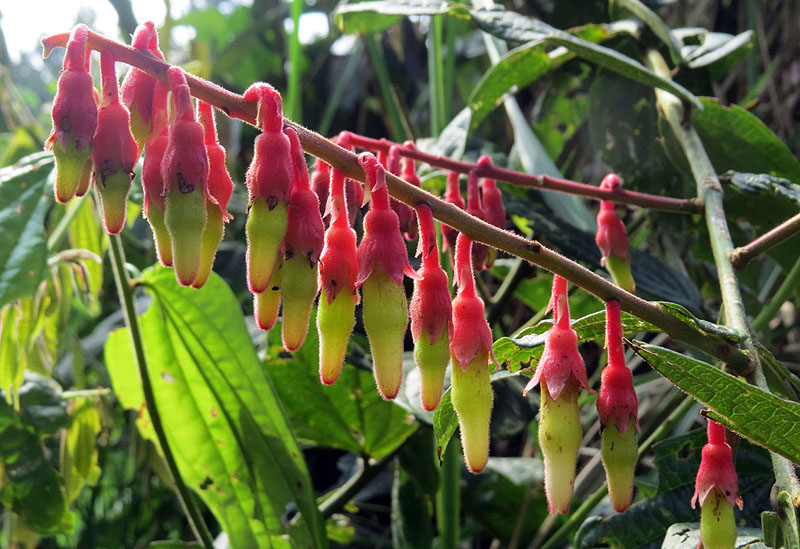
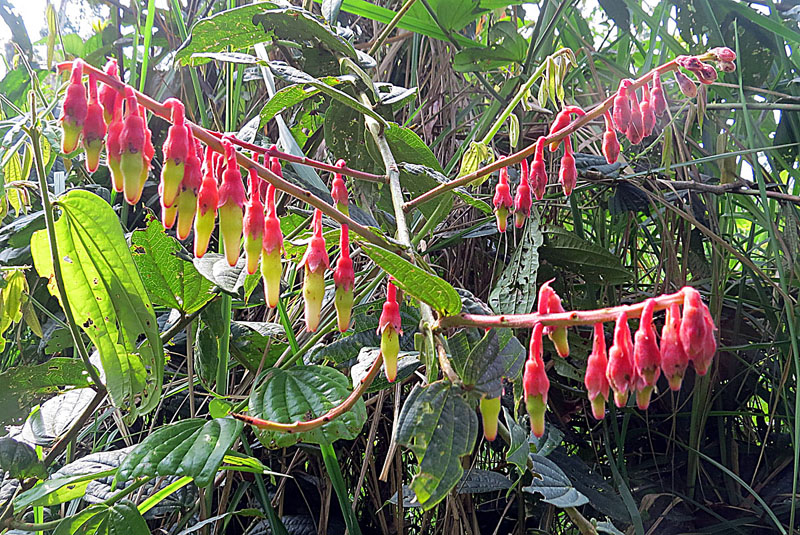
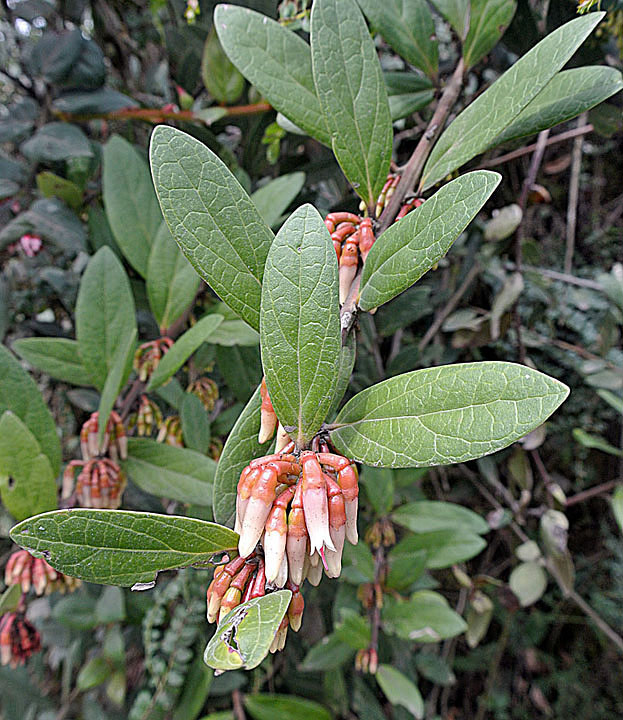

## Dottertaxa tillPsammisia, i alfabetisk ordning[1]
- Psammisia aberrans
- Psammisia aestuans
- Psammisia amazonica
- Psammisia aurantiaca
- Psammisia breviflora
- Psammisia caloneura
- Psammisia chionantha
- Psammisia citrina
- Psammisia coarctata
- Psammisia columbiensis
- Psammisia corallina
- Psammisia cuatrecasasii
- Psammisia cuyujensis
- Psammisia darienensis
- Psammisia debilis
- Psammisia dolichopoda
- Psammisia ecuadorensis
- Psammisia elegans
- Psammisia falcata
- Psammisia fallax
- Psammisia ferruginea
- Psammisia fissilis
- Psammisia flaviflora
- Psammisia globosa
- Psammisia graebneriana
- Psammisia grandiflora
- Psammisia guianensis
- Psammisia hookeriana
- Psammisia idalima
- Psammisia incana
- Psammisia killipii
- Psammisia lanceolata
- Psammisia lehmannii
- Psammisia longicaulis
- Psammisia macrocalyx
- Psammisia macrophylla
- Psammisia mediobullata
- Psammisia micrantha
- Psammisia montana
- Psammisia multijuga
- Psammisia occidentalis
- Psammisia oppositiflora
- Psammisia oreogenes
- Psammisia orientalis
- Psammisia orthoneura
- Psammisia pacifica
- Psammisia panamensis
- Psammisia pauciflora
- Psammisia pedunculata
- Psammisia penduliflora
- Psammisia pennellii
- Psammisia pterocalyx
- Psammisia ramiflora
- Psammisia roseiflora
- Psammisia salmonea
- Psammisia sclerantha
- Psammisia sodiroi
- Psammisia ulbrichiana
- Psammisia urichiana
- Psammisia williamsii